# Radomilická mokřina
Radomilická mokřina este o arie protejată (arie specială de conservare — SAC, sit de importanță comunitară — SCI) din Republica Cehă întinsă pe o suprafață de 45,41 ha, integral pe uscat.

## Localizare
Centrul sitului Radomilická mokřina este situat la coordonatele 49°07′44″N 14°15′28″E / 49.128889°N 14.257778°E.

## Înființare
Situl Radomilická mokřina a fost declarat sit de importanță comunitară în aprilie 2005 pentru a proteja 1 specie de animale. Situl a fost protejat și ca arie specială de conservare în iulie 2012.

## Biodiversitate
Situată în ecoregiunea continentală, aria protejată nu include niciun habitat protejat.
La baza desemnării sitului se află o specie protejată de  amfibieni: buhai de baltă cu burta roșie (Bombina bombina).